# بطولة بيرنامبوكانو 2017
بطولة بيرنامبوكانو 2017 هو موسم من بطولة بيرنامبوكانو ‏. أشرف على تنظيمه Federação Pernambucana de Futebol ‏، وكان عدد الأندية المشاركة فيه 12، وفاز فيه نادي سبورت ريسيفه.